# Catàleg de Ludendorff
El Catàleg o llistat de Ludendorff conté 1.136 estels i el cúmul globular M13. Va ser elaborat per l'astrònom alemany Hans Ludendorff, en 1905. El nombre de Ludendorff encara continua utilitzant-se en l'actualitat, generalment al costat d'altres denominacions més modernes (per exemple el nombre de Kadla o les zones d'Arp, identificant els astres amb nombres romans: IV-53).
Va ser elaborat gràcies al refractor fotogràfic de 32.5 cm de l'Observatori Astronòmic de Potsdam utilitzant un parell de plaques fotogràfiques; la primera d'elles (placa A), presa el 17 de juliol de 1900 i la segona (placa B), presa al juny de 1902. Per evitar els errors sistemàtics ambdues plaques van ser mesurades dues vegades, ortogonalment: amb això el grau de precisió va augmentar.
Tots els estels que conté apareixen llistats per ordre d'ascensió recta i estan formades per una lletra (L) i un nombre d'ordre: d'aquesta manera la variable V2 correspon el número L324. Aquest treball va aparéixer en les Potsdam Publication, Volum 15, No. 50, de l'any 1905. El catàleg té 1.136 entrades.
El catàleg tabula les posicions precises d'ambdues plaques, les magnituds fotogràfiques (en llum blava), arrodonides a un decimal (desenes de magnitud) i un estudi comparatiu amb els resultats obtinguts prèviament per Scheiner (1892).
Conté estels les magnituds dels quals estan compreses entre la 11 i 16, algunes de les quals realment no pertanyen al cúmul pel seu moviment propi (denominades estels de camp: en realitat estan situades davant del mateix, molt més properes a la Terra).

## Font
- Smithsonian/NASA Astrophysics Data System (ADS): 84 dels seus articles publicats (en alemany o anglès).
- Der grosse Sternhaufen im Herkules Messier 13, (1905), Publikationen donis Astrophysikalischen Observatoriums zu Potsdam; 15. Bd, Nr. 50.